# 85. pehotna divizija (ZDA)
85. pehotna divizija (izvirno angleško 85th Infantry Division) je bila pehotna divizija Kopenske vojske ZDA.